# Absalon Taranger
Absalon Taranger (født 10. august 1858 i Sund i Hordaland, død 20. november 1930) var en norsk retshistoriker.

## Priser
Taranger var medlem af Videnskabsselskabet i Kristiania fra 1902 og Hon. Life Member of the Viking Club i London fra 1906 . Samme år blev han udnævnt til æresdoktor ved universitetet i Aberdeen.

## Værker
- Om Betydningen av Herad og Herads-Kirkja i de ældre Kristenretter (1887)
- De Norske Perlefiskerier i Ældre Tid (1889)
- Den angelsaksiske kirkes indflydelse paa den norske (1890)
- Fremstilling af de Haalogalandske almenningers retslige stilling (1892)
- Udsigt over den norske rets historie (1898–1907)
- Norsk samfundslære til skolebrug (1902–03)
- Lærebok i norsk familieret (1911)
- Norges historie fremstillet for det norske folk
  - Tidsrummet 1309–1442 (1915)
  - Tidsrummet 1443–1537 (1917)
- Norwegische Bürgerkunde: Verfassung und Verwaltung (1925)
- Norsk familierett (1926)
- Inntrykk fra America (1927)
- Trondheimens forfatningshistorie (1929)